# تروفو (بافيا)
تروفو (بالإيطالية: Trovo)‏ هي بلدة تقع في مقاطعة بافيا بإقليم لومبارديا في شمال إيطاليا. تبلغ مساحة هذه المدينة 8 (كم²)، وترتفع عن سطح البحر 97 م، بلغ عدد سكانها 699 نسمة في عام 2004 حسب إحصاء المعهد الوطني للإحصاء.

## السكان
في سنة 1861 بلغ عدد السكان 1٬077 نسمة، وتطور العدد ليصل في سنة 2011 لـ 1٬023 نسمة.
يظهر هذا المخطط البياني تطور النمو السكاني لـ تروفو (بافيا)